# Критический размер зародыша
Критический размер зародыша {\displaystyle \nu _{c}} — число молекул в зародыше (центре конденсации или кристаллизации), который находится в состоянии неустойчивого равновесия с окружающей средой. То есть если увеличим число молекул, то зародыш приобретёт способность к дальнейшему росту, если же уменьшим число молекул, то зародыш будет и далее уменьшаться. Зародыш критического размера называется критическим зародышем.
{\displaystyle \nu <\nu _{c}} — докритические зародыши,
{\displaystyle \nu >\nu _{c}} — закритические зародыши.
Здесь {\displaystyle \nu } — число молекул в зародыше.
Критический размер определяется как размер зародыша, обладающий максимальной работой образования {\displaystyle \left({\frac {\partial F}{\partial \nu }}\right)_{c}=0}.
Важность критического размера определяется, например, тем, что работа образования капли, которая позволяет описывать кинетику стадии нуклеации, зачастую раскладывается в ряд в околокритической области.
В случае гомогенной нуклеации, считая зародыш растущим сферически, критический размер равен:
{\displaystyle \nu _{c}={\left({\frac {2a}{3b}}\right)}^{3}},
а работа образования зародыша критического размера — энергия активации:
{\displaystyle F_{\nu _{c}}={\frac {1}{3}}a{\nu _{c}}^{\frac {2}{3}}}.
Здесь {\displaystyle a} — безразмерное поверхностное натяжение, {\displaystyle b} — химический потенциал пара, выраженный в единицах {\displaystyle K_{B}T} и отчитанный от значения соответствующего равновесию сконденсированной жидкости при плоской границе пара и жидкости. Здесь {\displaystyle T} — температура системы, {\displaystyle K_{B}} — постоянная Больцмана.